# Kitty Friele Faye
Kitty Augusta Friele Faye (* 17. August 2002) ist eine norwegische Leichtathletin, die sich auf den Stabhochsprung spezialisiert hat.

## Sportliche Laufbahn
Erste internationale Erfahrungen sammelte Kitty Friele Faye im Jahr 2023, als sie bei den U23-Europameisterschaften in Espoo mit übersprungenen 4,40 m die Bronzemedaille hinter der Französin Marie-Julie Bonnin und Elien Vekemans aus Belgien gewann. Im Jahr darauf schied sie bei den Europameisterschaften in Rom mit 4,40 m in der Qualifikationsrunde aus und 2025 verpasste sie bei den Halleneuropameisterschaften in Apeldoorn mit 4,10 m den Finaleinzug. Im Juli gewann sie dann bei den World University Games in Bochum mit 4,50 m die Silbermedaille hinter der Belgierin Elien Vekemans.